# Tretechthus uliginosus
Tretechthus uliginosus är en mångfotingart som först beskrevs av von Porat 1894.  Tretechthus uliginosus ingår i släktet Tretechthus och familjen storjordkrypare.
Artens utbredningsområde är Kamerun. Inga underarter finns listade i Catalogue of Life.